# Taça da Liga de 2013–14
A Taça da Liga de 2013–14 foi a 7ª edição da Taça da Liga portuguesa. As primeiras partidas foram jogadas a 27 de Julho de 2013 e a final foi disputada no Estádio Municipal de Leiria, em Leiria, a 7 de Maio de 2014.
O SC Braga, detentor do troféu, foi eliminado nas meias-finais ao perder por 2-1 com o Rio Ave. O vencedor foi o Benfica, que derrotou o Rio Ave por 2-0, conquistando assim a sua 5ª Taça da Liga.

## Formato
Este formato consiste em quatro rondas, terminando numa final a um só jogo. Na primeira ronda (1ª fase de grupos) apenas jogam equipas da segunda divisão (as equipas "B" não participam). As 17 equipas estão divididas em 3 grupos de 4 equipas e 1 de 5 equipas cada, avançando apenas os dois primeiros. Na segunda ronda, as equipas que se classificaram da ronda anterior, são unidas com as duas equipas promovidas à primeira liga e com as últimas 6 na liga na temporada anterior. Há jogos a duas mãos em que os vencedores avançam para a terceira ronda, onde encontram as 8 melhores equipas da época anterior que entram pela primeira vez na competição. Na terceira ronda as 16 equipas são divididas em 4 grupos e cada equipa joga três partidas seguindo para as meias-finais apenas os vencedores de cada grupo.

## Clubes participantes
Clubes participantes desde a:
| 1ª Ronda | 2ª Ronda | 3ª Ronda                                                                                                 |
| --- | --- | --- |
| - Leixões - Desportivo das Aves - Portimonense - Oliveirense - Penafiel - Tondela - Santa Clara - União da Madeira - Feirense - Atlético - Trofense - Sporting da Covilhã - Beira-Mar - Moreirense - Chaves - Feirense - Desportivo das Aves | - Vitória de Guimarães - Marítimo - Académica de Coimbra - Vitória de Setúbal - Gil Vicente - Olhanense - Belenenses - Arouca | - Porto - Benfica - Paços de Ferreira - Braga - Estoril Praia - Rio Ave - Sporting - Nacional da Madeira |

## 1ª Fase
Fase realizada entre 28 de julho e 14 de agosto.
| Legenda                                                 |
| ------------------------------------------------------- |
| Primeiro e segundo classificados avançam para a 2ª fase |

### Grupo A
| Equipa           | J | V | E | D | GM | GS | DG | Pts |
| ---------------- | - | - | - | - | -- | -- | -- | --- |
| Portimonense     | 3 | 2 | 1 | 0 | 3  | 0  | +3 | 7   |
| Beira-Mar        | 3 | 1 | 1 | 1 | 4  | 3  | +1 | 4   |
| Trofense         | 3 | 1 | 0 | 2 | 2  | 4  | –1 | 3   |
| União da Madeira | 3 | 0 | 2 | 1 | 2  | 4  | –2 | 2   |

|                  | BEM | PRM | TRO | UDM |
| ---------------- | --- | --- | --- | --- |
| Beira-Mar        | –   |     |     | 2–2 |
| Portimonense     | 1–0 | –   | 2–0 |     |
| Trofense         | 0–2 |     | –   | 2–0 |
| União da Madeira |     | 0–0 |     | –   |

### Grupo B
| Equipa              | J | V | E | D | GM | GS | DG | Pts |
| ------------------- | - | - | - | - | -- | -- | -- | --- |
| Santa Clara         | 3 | 2 | 0 | 1 | 3  | 2  | +1 | 6   |
| Farense             | 3 | 1 | 1 | 1 | 3  | 3  | 0  | 4   |
| Desportivo das Aves | 3 | 1 | 1 | 1 | 2  | 2  | 0  | 4   |
| Tondela             | 3 | 0 | 2 | 1 | 4  | 5  | –1 | 2   |

|             | AVE | FAR | STC | TON |
| ----------- | --- | --- | --- | --- |
| Aves        | –   |     | 0–1 |     |
| Farense     | 0–1 | –   | 1–0 |     |
| Santa Clara |     |     | –   | 2–1 |
| Tondela     | 1–1 | 2–2 |     | –   |

### Grupo C
| Equipa             | J | V | E | D | GM | GS | DG | Pts |
| ------------------ | - | - | - | - | -- | -- | -- | --- |
| Penafiel           | 3 | 3 | 0 | 0 | 4  | 0  | +4 | 9   |
| Leixões            | 3 | 2 | 0 | 1 | 5  | 5  | 0  | 6   |
| Académico de Viseu | 3 | 1 | 0 | 2 | 2  | 3  | –1 | 3   |
| Atlético CP        | 3 | 0 | 0 | 3 | 2  | 5  | –3 | 0   |

|             | ACV | ATL | LEI | PEN |
| ----------- | --- | --- | --- | --- |
| Ac. Viseu   | –   | 1–0 | 1–2 |     |
| Atlético CP |     | –   |     | 0–1 |
| Leixões     |     | 3–2 | –   |     |
| Penafiel    | 1–0 |     | 2–0 | –   |

### Grupo D
| Equipa               | J | V | E | D | GM | GS | DG | Pts |
| -------------------- | - | - | - | - | -- | -- | -- | --- |
| Moreirense           | 4 | 2 | 1 | 1 | 6  | 2  | +4 | 7   |
| Sporting Covilhã     | 4 | 2 | 1 | 1 | 5  | 6  | –1 | 7   |
| Desportivo de Chaves | 4 | 2 | 0 | 2 | 7  | 5  | +2 | 6   |
| Feirense             | 4 | 1 | 1 | 2 | 6  | 6  | 0  | 4   |
| Oliveirense          | 4 | 1 | 1 | 2 | 3  | 8  | –5 | 4   |

|             | CHA | SCO | FEI | MOR | OLI |
| ----------- | --- | --- | --- | --- | --- |
| Chaves      | –   | 1–2 | 3–1 |     |     |
| Covilhã     |     | –   |     | 1–0 | 1–1 |
| Feirense    |     | 4–1 | –   | 0–0 |     |
| Moreirense  | 2–1 |     |     | –   | 4–0 |
| Oliveirense | 0–2 |     | 2–1 |     | –   |

## 2ª Fase
A 1.ª mão foi disputada a 25 e 26 de Setembro e a 2.ª mão a 30 e 31 de Outubro.
| Equipe 1     | Total       | Equipe 2             | 1.º jogo | 2.º jogo |
| ------------ | ----------- | -------------------- | -------- | -------- |
| Santa Clara  | 0–1         | Belenenses           | 0-0      | 0-1      |
| Portimonense | 2–3         | Vitória de Setúbal   | 2-2      | 0-1      |
| Moreirense   | 3–4         | Gil Vicente          | 0-0      | 3-4      |
| Leixões      | 4–2         | Vitória de Guimarães | 2-1      | 2-1      |
| Covilhã      | 3–2         | Olhanense            | 1-0      | 2-2      |
| Beira-Mar    | 2–2 (5–4 p) | Arouca               | 0-1      | 2-1      |
| Penafiel     | 2–1         | Académica            | 2-1      | 0-0      |
| Farense      | 0–2         | Marítimo             | 0-2      | 0-0      |

## 3ª Fase
Fase realizada entre 29 de Dezembro e 25 de Janeiro.
| Legenda                                            |
| -------------------------------------------------- |
| Primeiro classificado avança para as Meias Finais. |

### Grupo A
| Equipa              | J | V | E | D | GM | GS | DG | Pts |
| ------------------- | - | - | - | - | -- | -- | -- | --- |
| Rio Ave             | 3 | 2 | 1 | 0 | 6  | 2  | +4 | 7   |
| Paços de Ferreira   | 3 | 2 | 0 | 1 | 4  | 3  | +1 | 6   |
| Vitória de Setúbal  | 3 | 1 | 1 | 1 | 2  | 3  | –1 | 4   |
| Sporting da Covilhã | 3 | 0 | 0 | 3 | 2  | 6  | –4 | 0   |

|                     | PAÇ | RIO | SET | COV |
| ------------------- | --- | --- | --- | --- |
| Paços de Ferreira   | –   |     | 2–0 | 2–1 |
| Rio Ave             | 2–0 | –   | 1–1 |     |
| Vitória de Setúbal  |     |     | –   | 1–0 |
| Sporting da Covilhã | 1–3 |     |     | –   |

### Grupo B
| Equipa   | J | V | E | D | GM | GS | DG | Pts |
| -------- | - | - | - | - | -- | -- | -- | --- |
| Porto    | 3 | 2 | 1 | 0 | 7  | 2  | +5 | 7   |
| Sporting | 3 | 2 | 1 | 0 | 6  | 1  | +5 | 7   |
| Marítimo | 3 | 0 | 1 | 2 | 2  | 6  | –4 | 1   |
| Penafiel | 3 | 0 | 1 | 2 | 1  | 7  | –6 | 1   |

|          | POR | SPO | MAR | PEN |
| -------- | --- | --- | --- | --- |
| Porto    | –   |     | 3–2 | 4–0 |
| Sporting | 0–0 | –   | 3–0 |     |
| Marítimo |     |     | –   | 0–0 |
| Penafiel |     | 1–3 |     | –   |

### Grupo C
| Equipa        | J | V | E | D | GM | GS | DG | Pts |
| ------------- | - | - | - | - | -- | -- | -- | --- |
| Braga         | 3 | 3 | 0 | 0 | 10 | 1  | +9 | 9   |
| Belenenses    | 3 | 1 | 1 | 1 | 2  | 6  | –4 | 4   |
| Estoril Praia | 3 | 1 | 1 | 1 | 5  | 4  | +1 | 4   |
| Beira-Mar     | 3 | 0 | 0 | 3 | 1  | 8  | –7 | 0   |

|               | BRA | EST | BEL | BM  |
| ------------- | --- | --- | --- | --- |
| Braga         | –   |     | 1–3 | 3–0 |
| Estoril Praia | 1–2 | –   | 1–1 |     |
| Belenenses    |     |     | –   | 1–0 |
| Beira-Mar     |     | 5–0 |     | –   |

### Grupo D
| Equipa              | J | V | E | D | GM | GS | DG | Pts |
| ------------------- | - | - | - | - | -- | -- | -- | --- |
| Benfica             | 3 | 3 | 0 | 0 | 4  | 0  | +4 | 9   |
| Gil Vicente         | 3 | 0 | 1 | 2 | 2  | 3  | –1 | 4   |
| Nacional da Madeira | 3 | 1 | 1 | 1 | 4  | 3  | +1 | 4   |
| Leixões             | 3 | 0 | 1 | 2 | 0  | 4  | –4 | 1   |

|                     | BEN | NAC | GIL | LEI |
| ------------------- | --- | --- | --- | --- |
| Benfica             | –   |     | 1–0 | 2–0 |
| Nacional da Madeira | 0–1 | –   | 2–2 |     |
| Gil Vicente         |     |     | –   | 0–0 |
| Leixões             |     | 0–2 |     | –   |

## Fase Final
|  | Meias-Finais | Meias-Finais | Meias-Finais |         |         | Final   | Final | Final |  |
|  |              |              |              |         |         |         |       |       |  |
|  | Porto        | Porto        | 0 (3)        |         |         |         |       |       |  |
|  | Porto        | Porto        | 0 (3)        |         |         |         |       |       |  |
|  | Benfica      | Benfica      | 0 (4)        |         |         |         |       |       |  |
|  | Benfica      | Benfica      | 0 (4)        |         | Benfica | Benfica | 2     |       |  |
|  |              |              |              |         | Benfica | Benfica | 2     |       |  |
|  |              |              | Rio Ave      | Rio Ave | 0       |         |       |       |  |
|  | Rio Ave      | Rio Ave      | Rio Ave      | Rio Ave | 0       | 2       |       |       |  |
|  | Rio Ave      | Rio Ave      |              |         |         |         |       |       |  |
|  | Braga        | Braga        | 1            |         |         |         |       |       |  |

## Meias-Finais
A meia-final Rio Ave-Braga foi decidida a 12 de Fevereiro de 2014. A outra meia-final foi adiada devido a um inquérito instaurado pela Liga, relativamente ao Futebol Clube do Porto, que mediria forças contra o Benfica.
| 27 Abr 14   | Porto | 0–0 (3–4 g.p.) | Benfica | Estádio do Dragão, Porto |
| 18:30 GMT+1 |       |                |         | Árbitro: Marco Ferreira  |

| 13 Fev 14 | Rio Ave                       | 2 – 1 | Braga                   | Estádio dos Arcos, Vila do Conde |
| 19:45 GMT | Hassan 40' (pen.) · Braga 69' |       | Custódio Castro 45+1' · | Árbitro: Olegário Benquerença    |

## Final
A final foi disputada no Estádio Dr.Magalhães Pessoa, em Leiria, a 7 de Maio de 2014 entre Benfica e Rio Ave.
| 7 Maio 14   | Benfica | 2 – 0 | Rio Ave | Estádio Dr. Magalhães Pessoa, Leiria |
| 20:30 GMT+1 |         |       |         | Árbitro: Hugo Miguel                 |

## Campeão
| Taça da Liga de 2013-14 |
| ----------------------- |
| Benfica 5º Título       |